# Riddes

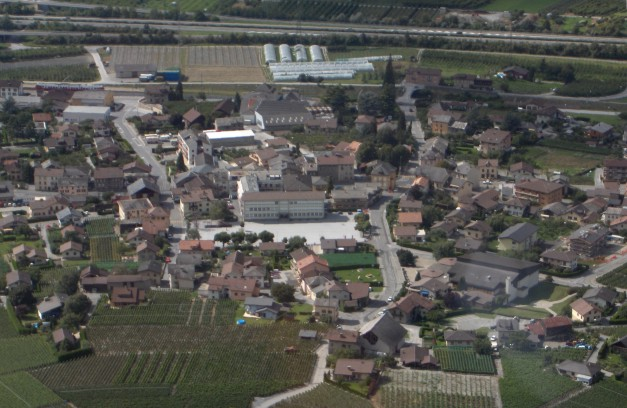
Riddes

Riddes este o comunitate politică, din districtul Martigny, cantonul Valais, Elveția. Din anul 1941 de aici pornește funicularul care leagă localitățile Riddes cu Isérables altitudinea de 490 - 1100 m deasupra n.m.. Mai înainte nu exista o cale de acces între cele două localități. Riddes se întinde pe o suprafață de  23.9 km² și avea în anul 2012, o populație de  2785 locuitori. De Riddes aparține localitatea Ecône, care este sediul asociației preoților catolici tradiționaliști.